# Europese weg 262
De Europese weg 262 of E262 is een Europese weg die loopt van Kaunas in Litouwen naar Ostrov in Rusland.

## Algemeen
De Europese weg 262 is een Klasse B-verbindingsweg en verbindt het Litouwse Kaunas met het Russische Ostrov en komt hiermee op een afstand van ongeveer 410 kilometer. De route is door de UNECE als volgt vastgelegd: Kaunas - Ukmergė - Daugavpils - Rēzekne - Ostrov.

## Nationale wegnummers
De E262 loopt over de volgende nationale wegnummers, van zuidwest naar noordoost:
| Nummer   | Tracé                |
| Litouwen | Litouwen             |
| -------- | -------------------- |
| A6       | Kaunas - Letland     |
| Letland  |                      |
| A13      | Letland - Daugavpils |
| A14      | Ringweg Daugavpils   |
| A13      | Daugavpils - Rēzekne |
| A15      | Ringweg Rēzekne      |
| A13      | Rēzekne - Rusland    |
| Rusland  |                      |
| A116     | Letland - Ostrov     |